# Paul de Smet de Naeyer
Pour les articles homonymes, voir de Smet.
Le comte Paul de Smet de Naeyer, né le 13 mai 1843 à Gand (Belgique) et mort le 9 septembre 1913 à Bruxelles (Belgique), est un homme d'État de tendance catholique, financier et industriel belge. Il a été chef de cabinet et ministre à plusieurs reprises et directeur de la Société générale de Belgique.

## Biographie
Paul de Smet de Naeyer né à Gand le 13 mai 1843 est issu d'une riche famille d'industriels gantois du coton. Il est le fils d'Eugène de Smet de Naeyer, industriel, et d'Eugénie Leirens. Il épouse à Gand le 25 septembre 1866 Marie Philomène Morel de Westgaver (1843-1931) .
Il reprend les activités du coton de son père. Il devient banquier et est nommé à la tête de la Société générale de Belgique. Il dirige également de nombreuses mines de charbon. Il participe avec Albert Nyssens et Jules Van den Heuvel à la fondation de l'hebdomadaire catholique L'Impartial (Belgique)
En 1886, il entre en politique à 43 ans. Ayant accepté de figurer sur la liste du Parti catholique, il est élu par l'arrondissement de Gand à la Chambre des représentants et nommé sénateur par le Conseil provincial de Flandre orientale à partir de 1908 jusqu'à son décès.
En 1894, Paul de Smet de Naeyer est nommé ministre des Finances dans le gouvernement Jules de Burlet avant de lui succéder deux ans plus tard. Il est Premier ministre et ministre des Finances presque sans interruption de 1896 à 1907. En janvier 1899, la question du suffrage universel lui fait brièvement quitter ce poste. Ayant exigé l’adoption de la représentation proportionnelle, il réoccupe en août 1899 ses fonctions de Premier ministre et de ministre des Finances et y ajoute les Travaux publics. Pendant sept ans, le gouvernement de Smet de Naeyer II favorisera l’essor économique de la jeune Belgique industrielle, alors au faîte de sa puissance. Dans la question du Congo, il apporte un soutien prudent à l'œuvre africaine du roi Léopold II de Belgique en défendant son projet économique et civilisateur. Il accorde notamment son concours à la participation de la Belgique dans la construction du chemin de fer du Congo. Une de ses autres grandes réalisations est la création ex nihilo du port de Zeebruges. Il améliore aussi les installations maritimes d'Ostende et d'Anvers en faisant de cette dernière ville une place forte en cas d'invasion.

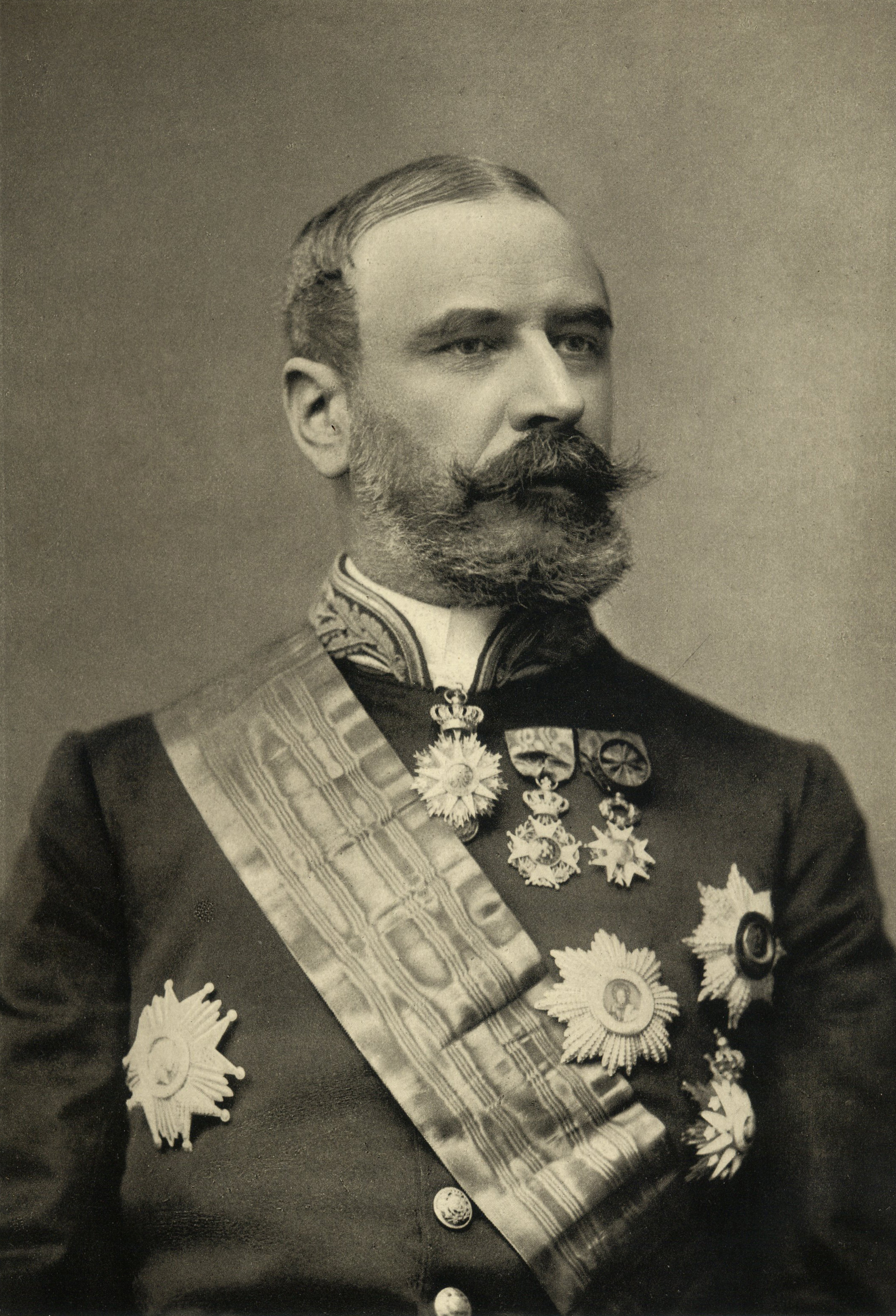
Paul de Smet de Naeyer, vers 1908.

Alors qu’il semble en disgrâce à la suite de ses désaccords persistants avec Léopold II sur la prise en charge du Congo comme colonie de la Belgique et l'établissement d'une charte coloniale (1908), sa candidature à la présidence du Sénat de Belgique est pourtant soutenue par le roi. Lorsque la commune de Jette (une des 19 communes formant la région bruxelloise) décide de baptiser du nom de son ancien ministre son tronçon des boulevards de Grande Ceinture (Boulevard de Smet de Naeyer), Léopold relèvera ce geste de gratitude pour celui qui avait consenti tant d’efforts pour doter l’agglomération bruxelloise d’une voie de ceinture indispensable, à l’aide d’un budget modéré.
Le 9 septembre 1913, il meurt d'un cancer à Bruxelles. Ses funérailles sont célébrées en la basilique Notre-Dame-de-Lourdes d'Oostacker près de Gand, et il est inhumé au cimetière d'Oostacker.

## Conseils d'administration
- Institutions de Crédit
  - Caisse Générale d'Épargne et de Retraite (administrateur, 1889-1894 et 1907-1913),
  - Société Générale de Belgique (directeur, 1908-1913)
  - Société commerciale et financière Africaine (président),
  - Crédit Foncier de Belgique,
  - Crédit Maritime et Fluvial de Belgique (président),
  - Banque de Huy (président),
  - Société Belge de Crédit Maritime (président),
  - Banque du Congo Belge (vice-président),
  - Banque de Gand (président),
  - Banque Centrale de la Dendre (président)
  - Bank van Roeselare-Tielt (président),
- Charbonnages:
  - Charbonnages de Marcinelle-Nord,
  - Charbonnages des Produits au Flénu (président),
  - Charbonnages Unis de l'Ouest de Mons,
  - Charbonnages de Monceau-Fontaine,
- Compagnies de Tramways et de Chemins de Fer:
  - Tramways de Barcelone,
  - Chemins de Fer Réunis,
  - Compagnie mutuelle de Tramways (président),
  - Tramways et électricité de Bangkok (président)
  - Tramways de Gand,
  - Société des Railways et de l'Électricité,
  - Société des Tramways et Électricité en Russie,
- Electricité:
  - Compagnie générale auxiliaire des entreprises électriques (président),
  - Société de Saint-Petersbourg pour l'installation électrique,
  - Société pour l'électricité du Nord de la Belgique (président),
  - Ateliers de Constructions Électriques de Charleroi (ACEC),
  - Société d'Électricité de l'Ouest de la Belgique (président),
  - Société Auxiliaire de l'Électricité de Nantes (président),
- Autres:
  - Société Agricole et Industrielle d'Egypte,
  - Société Minière du Canada (président),
  - Société Linière Gantoise.

## Reconnaissances

### Monuments
- 1911 : Statue du Comte Paul de Smet de Naeyer, sur la plage de Wenduine, réalisé par Karel De Kesel (Le Coq).
- Buste du Comte Paul de Smet de Naeyer, Parc Paul de Smet de Naeyer, dans le quartier des millionnaires à Gand.
- Buste du Comte Paul de Smet de Naeyer, Palais de la Nation (Bruxelles).

### Honneurs
En 1899, il est fait ministre d'État, par arrêté royal. En 1900, le roi lui décerne motu proprio le titre de comte, transmissible par ordre de primogéniture. Le premier navire-école belge portera son nom : le Comte de Smet de Naeyer I. Un parc porte son nom dans le quartier des millionnaires à Gand (Paul de Smet de Naeyerplein). Un pont a été baptisé en son honneur à Ostende . Plusieurs villes de Belgique ont une avenue à son nom.

### Galerie

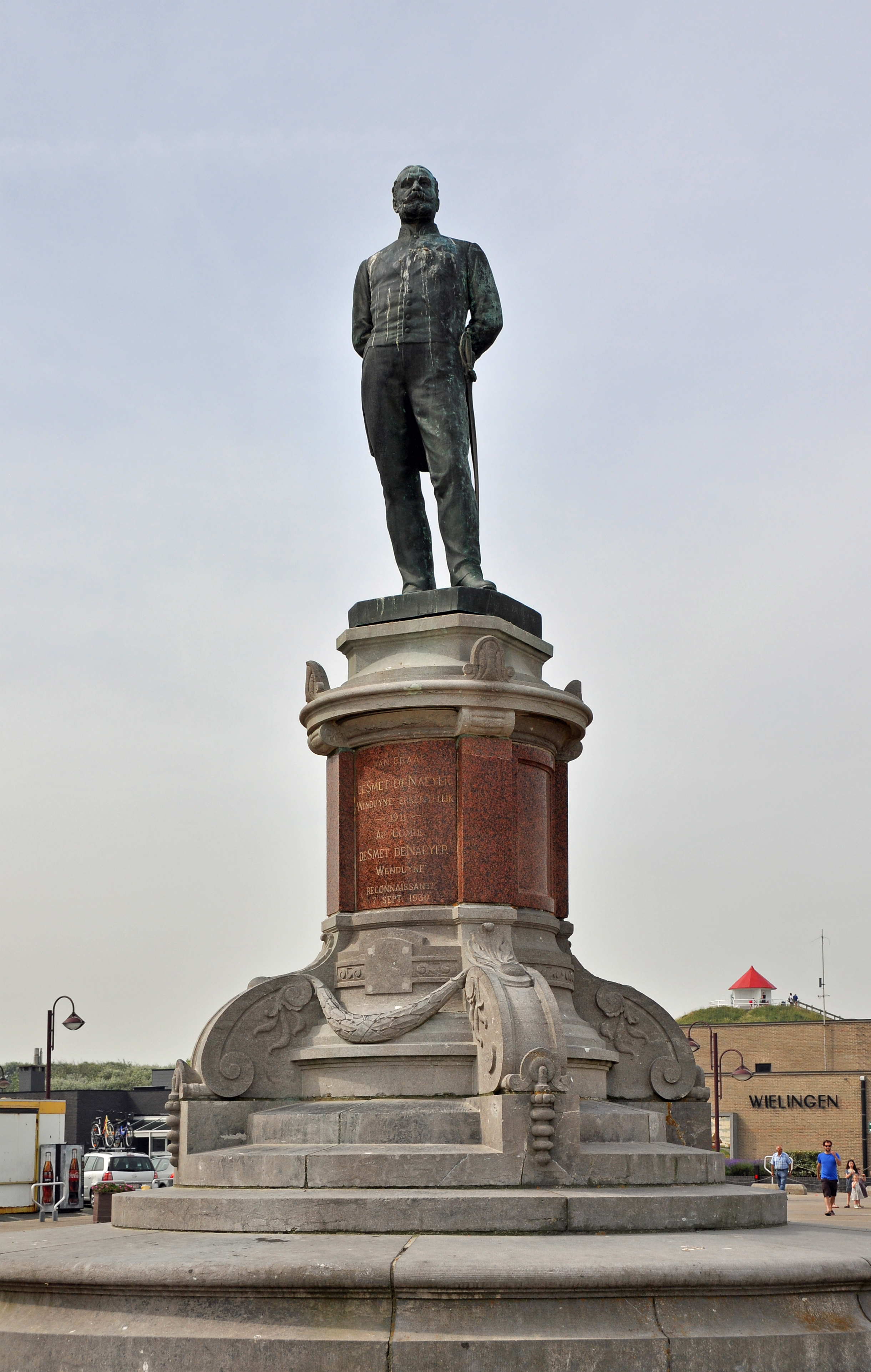
Monument au Comte Paul de Smet de Naeyer à Wenduine (1911).
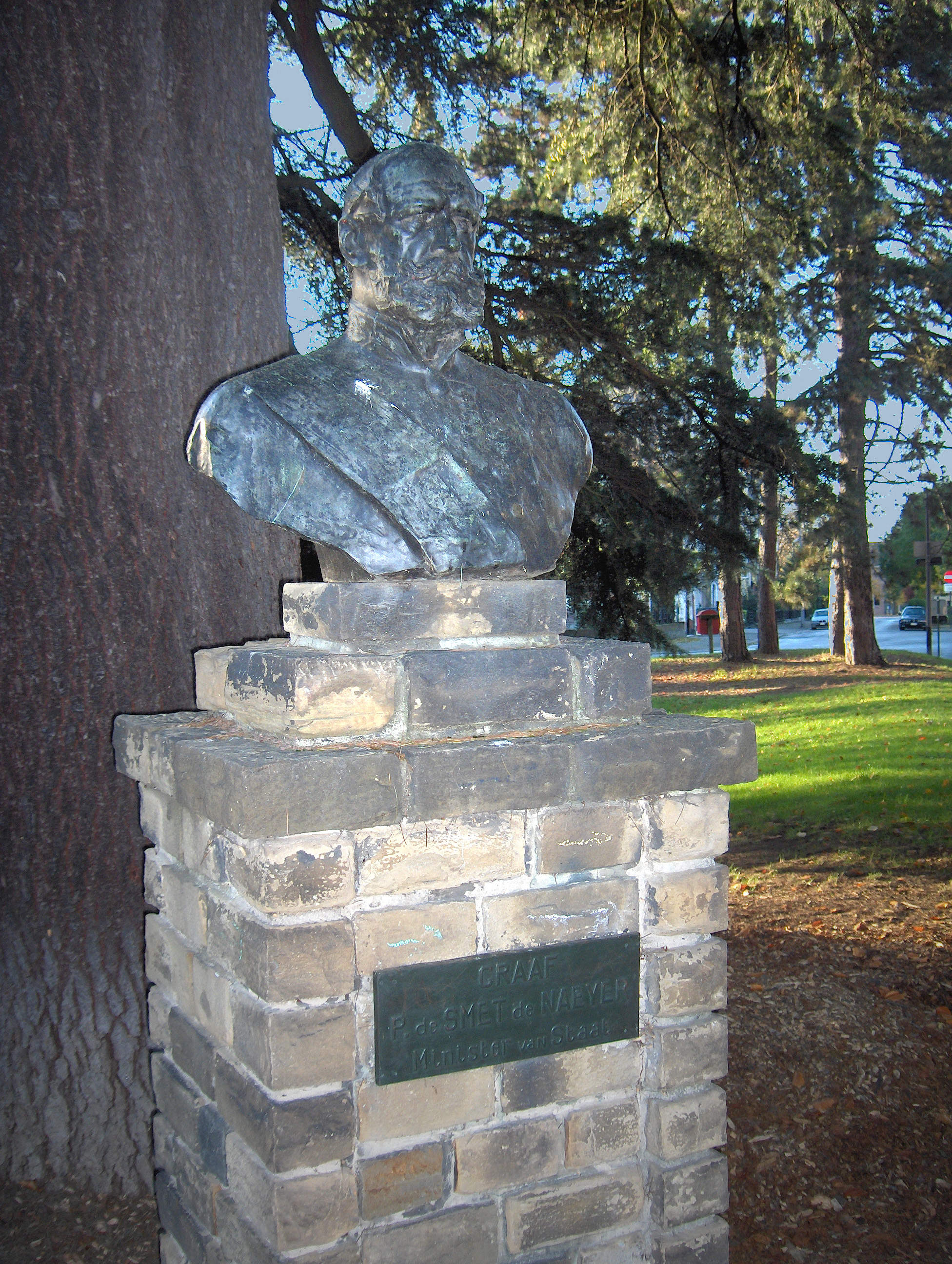
Buste du Comte de Smet de Naeyer à Gand.
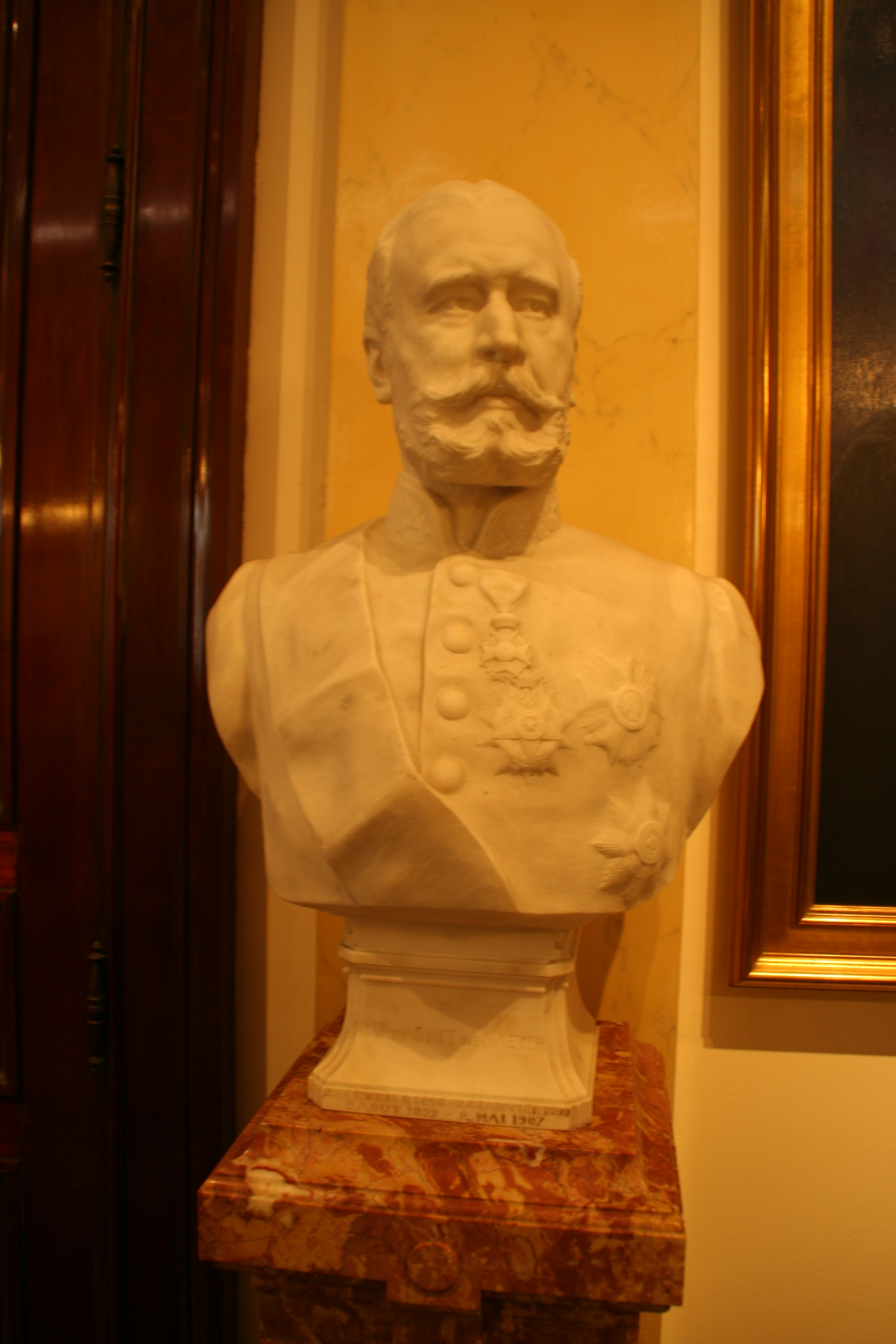
Buste du Comte de Smet de Naeyer au Palais de la Nation (Bruxelles).
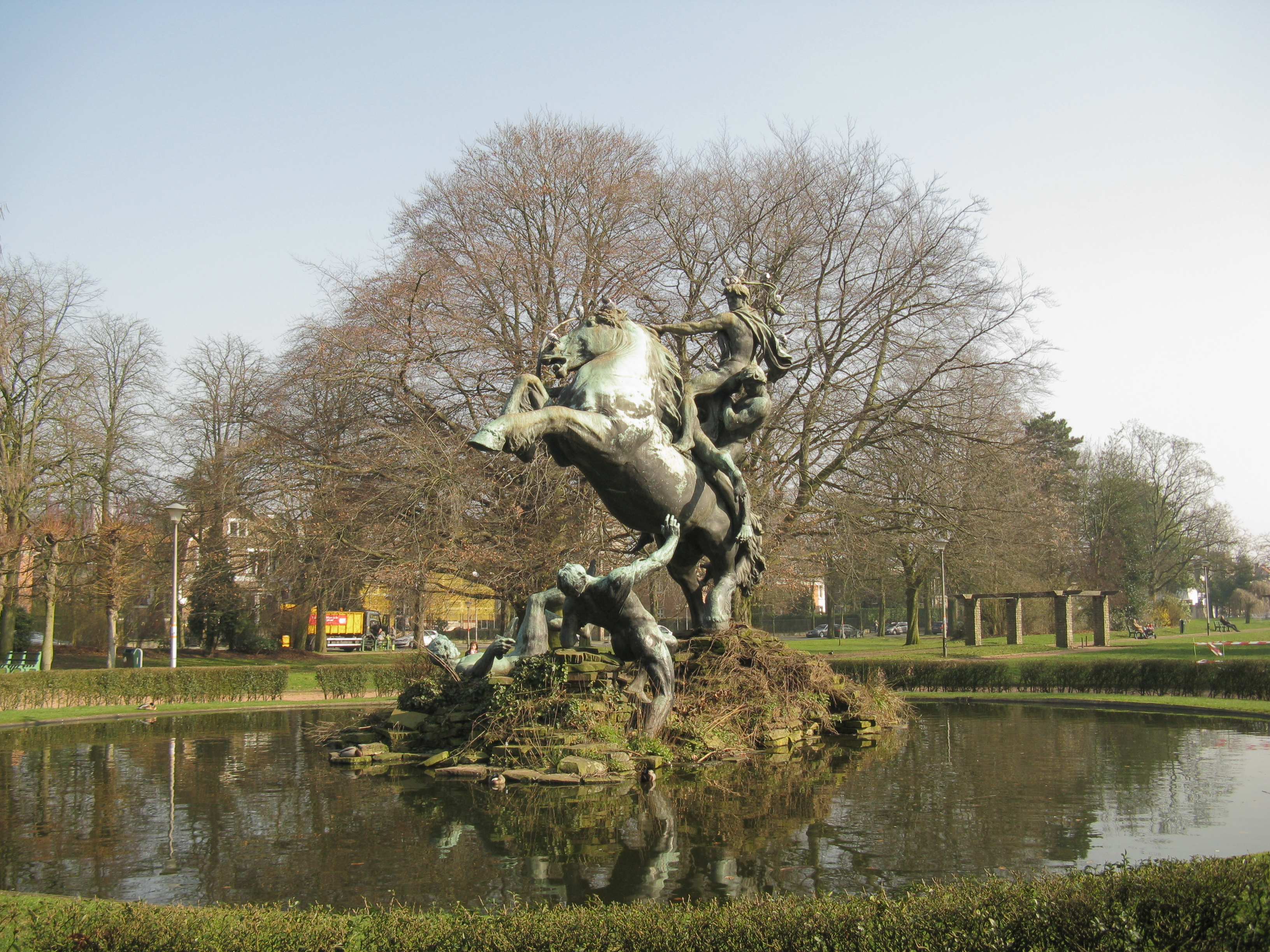
Parc de Smet de Naeyer à Gand.

## Héraldique
|  | écartelé, au premier et quatrième de gueules, à trois chardons cardeurs d'or, au deuxième et troisième contre-écartelé, au premier et quatrième d'argent, à trois trèfles de sinople, au deuxième et troisième de gueules, à trois bandes d'or. |

## Distinctions

### Belges
- Grand cordon de l'ordre de Léopold.
- Grand-croix de l'ordre de l'Étoile africaine (Congo belge).
- Médaille civique de 1ère classe.

### Étrangères
- Grand-croix de la Légion d'honneur (France).
- Grand cordon de l'ordre du Soleil levant (Japon).
- Grand-croix de l'ordre du Sauveur (Grèce).
- Grand-croix de l'ordre de Pie IX (Vatican).
- Grand-croix de l'ordre de l'Aigle blanc (Pologne).
- Grand-croix de l'ordre de l'Aigle rouge (Prusse).
- Grand-croix de l'ordre de l'Immaculée Conception de Vila Viçosa (Portugal).
- Grand-croix de l'ordre de l'Étoile (Roumanie).
- Grand-croix de l'ordre du mérite civil de la Couronne de Bavière.
- Grand-croix de l'ordre de l'Osmaniye (Empire ottoman).
- Grand-croix de l'ordre du Lion et du Soleil (Iran)